# ベスト・バイ

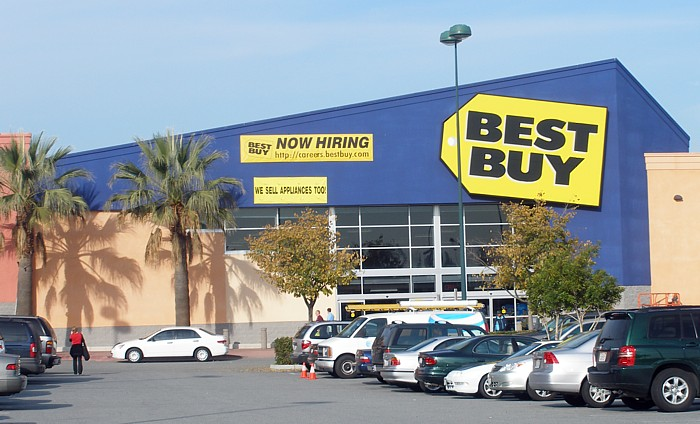
Best Buy

ベスト・バイ（Best Buy、NYSE: BBY）は、アメリカミネソタ州ミネアポリスに本社を置く世界最大の家電量販店。アメリカの雑誌フォーチュンのフォーチュン100にも選ばれている。ベスト・バイはアメリカ合衆国、カナダ、メキシコ、中国で事業展開している。

## 歴史
1966年、リチャード・シュルジーによって設立されたオーディオ機器専門店サウンド・オブ・ミュージックが前身であり、1983年、現在のベスト・バイ社に変更された。1987年にはニューヨーク証券取引所に上場。2001年、アメリカ国内の売り上げでサーキット・シティー・ストアーズを抜き、家電量販店で全米一の座を獲得した。2004年には北米以外で初めて、中華人民共和国の上海に初出店し、中国全土に9つの店舗を構えていたが、2011年2月22日に全ての店舗を閉鎖した。
2018年3月、ベスト・バイはファーウェイのスマートフォンの調達を止め、同社のスマートフォンを数週間以内に販売停止すると報じられた。ファーウェイは否定しているが、中国政府が同国製品を利用して機密情報を収集していると見られており、そのために米国での販売に苦戦していると報じられている。

## 各国での事業展開

### 日本での提携
日本では、ケーズホールディングスと提携し、同社のプライベートブランドの販売が中心である。なお、日本の古物商チェーン店「ベストバイ」とは一切関係ない。